# Łukasz Piotr Byrdy
Łukasz Piotr Byrdy, również jako Łukasz Byrdy (ur. 29 czerwca 1994 w Katowicach) – polski pianista.
Absolwent Akademii Muzycznej im. Ignacego Jana Paderewskiego w Poznaniu (klasa prof. Waldemara Andrzejewskiego i dr. hab. Joanny Marcinkowskiej). Laureat międzynarodowych konkursów pianistycznych, m.in:  III nagroda na I Międzynarodowym Konkursie Pianistycznym im. Fryderyka Chopina w Pekinie, II nagroda na 17. Międzynarodowym Konkursie Pianistycznym w Hanowerze, III nagroda na Międzynarodowym Konkursie Pianistycznym „in memoriam Pietro Iadeluca” w Rzymie, wyróżnienie na III Międzynarodowym Konkursie Pianistycznym „Halina Czerny-Stefańska in Memoriam” (2014). Uczestnik XVII Międzynarodowego Konkursu Pianistycznego im. Fryderyka Chopina 2015 (dotarł do II etapu).